# Stazione di Monte Urano-Rapagnano
La stazione di Monte Urano-Rapagnano è stata una stazione ferroviaria posta lungo la ex linea ferroviaria a scartamento ridotto Porto San Giorgio-Fermo-Amandola chiusa il 27 agosto 1956, era a servizio dei comuni di Monte Urano e Rapagnano.

## Storia
La stazione fu costruita nel periodo 1905-1907 e fu aperta al servizio con l'apertura della linea, il 14 dicembre 1908.
Vista la grande distanza dai due centri che la stazione doveva servire, il comune competente della stazione, quello di Monte Urano, decide di non investire nell'ammodernamento della stazione nel 1928, anno nel quale la ferrovia venne elettrificata ed ammodernata.
Durante la propria esistenza, la stazione ha contribuito alla creazione del centro abitato denominato 'Molini Girola' oggi frazione di Fermo.
Nel 1939 vengono finiti i lavori di edificazione del vicino linificio, per il quale viene costruito un ulteriore magazzino merci ferroviario, ed una diramazione interna all'impianto per garantire il veloce scarico delle merci dai vagoni ferroviari.
Durante la guerra, il linificio fu trasformato nel campo di prigionia PG70, e l'area in questo periodo fu continuamente soggetta ad attacchi aerei.
La stazione fu dismessa il 27 agosto 1956, giorno in cui la ferrovia cessò il servizio.

## Strutture e impianti
La fermata era costituita da un fabbricato viaggiatori di seconda categoria con magazzino merci annesso, una latrina esterna per i passeggeri e due binari passanti.

## Stato Attuale
La stazione è stata recentemente restaurata e riusata come sede della contrada Molini Girola, partecipante alla cavalcata dell'assunta di Fermo.